# بیجینگ کپیتال ایرلاینز
بیجینگ کپیتال ایرلاینز (به انگلیسی: Beijing Capital Airlines) یک شرکت هواپیمایی با کد یاتا JD است که در تاریخ ۱۹۹۵ میلادی تأسیس شده است.